# 司徒法正
司徒法正（1948年2月23日—），原名司徒錫泉，是一位玄學家。在澳門成為一位風水師的他，早年就讀於培正中學，做過飛車黨、夜總會經理、生意人。

## 職業
1987年時，司徒法正稱經過澳門觀音堂時得高人指點，自此踏足玄學界。1988年，開始在澳門開館幫人看相兼睇風水。
司徒法正是龔如心爭產案的風水專家證人。但當被對方的資深大律師陳景生指出報告涉抄襲時，司徒即辯稱是「引經據典」。相簿大王馮廣發家族爭產案，馮美儀曾聘用司徒法正。2015年，馮美儀與司徒法正互相控告對方。
2021年2月11日，馮美儀於東方日報刊登了一篇道歉聲明，內容是承認有關在民事案件及媒體報導之中，對司徒法正師傅作出失實指控，以及嚴重影響司徒法正的專業信譽及道德威望，向司徒法正作出公開及真誠致歉。

## 作品

### 影視
- 怪談[9]
- 詭異檔案
- 屍骸之路
- 新Mon怪談
- 撩鬼
- 另类亚洲游系列之勇闯灵异鬼世界
- 總有一隻喺左近 第1集嘉賓
- 總有一瓣喺左近 第12集嘉賓

### 網上電台
- 詭異怪談FM666

### 著作
- 鏡頭外之靈·異·鬼
- 陰屍路上
- 冤靈
- 夜哭
- 星移運轉：十二生肖度身招財法
- 償命
- 怒海冤靈
- 懾魄驚魂
- 碟仙
- 鬼胎
- 猛鬼凶房
- 靈異百問百答
- 屍碎． 靈亂
- 靈界答客問
- 招財增運百問百答
- 實用家居風水百問百答
- 血色凶靈
- 隱形凶鐵
- 濠江風水揭秘
- 怪談
- 陰廟鬼棺
- 幽冥鬼爪
- 玄途有您珍藏集
- 法科種生基大全：祈福轉運秘法
- 五行增運：加強人緣財運法則

### 单曲MV
福氣 - 司徒法正首支個人正能量粵語單曲MV

## 外部網站
- 中華玄學網（页面存档备份，存于）
- 司徒法正國內官方博客
- 司徒法正的Facebook專頁
- 司徒法正的新浪微博
- YouTube上的司徒法正頻道